# فان فليك (كاليفورنيا)
فان فليك (بالإنجليزية: Van Vleck, California)‏ هي منطقة سكنية تقع في الولايات المتحدة في مقاطعة إل دورادو، كاليفورنيا.  يقدر عدد سكانها   وترتفع عن سطح البحر 1,185 متر.